# Congrès international de botanique

Timbre postal du Congrès de 1987 à Berlin

Les congrès internationaux de botanique sont des moments forts pour l’organisation de la recherche scientifique en botanique. Ils ont notamment permis l’adoption des règles de nomenclature et leur mise à jour.

## Premiers congrès

### Bruxelles, 1864
Le Congrès international d’horticulture, dirigé par François de Cannart d'Hamale (1804-1888), réunit également des botanistes comme Adolphe Brongniart (1801-1876), Antoine Laurent Apollinaire Fée (1789-1874) ou Eduard August von Regel (1815-1892). La maladie qui frappe la pomme de terre fait notamment l’objet de sessions.

### Amsterdam, 1865
Un congrès international de botanique et d’horticulture se déroule en association avec l’exposition universelle d’horticulture d’avril 1865. La direction des débats est confiée à Cornelius Anton Jan Abraham Oudemans (en) (1825-1906), président, Nicolas Willem Pieter Rauwenhoff (1826-1909), secrétaire. Trois cents personnes se pressent dans la Salle des tableaux du palais de l’industrie. Parmi elles, le révérend Miles Joseph Berkeley (1803-1889) et Maxwell Tylden Masters (1833-1907) délégués de la Royal Horticultural Society. Parmi les communications, il faut signaler celle de Henri Lecoq (1802-1871) sur les relations entre Gymnosporangium fuscum et Juniperus sabina, Aecidium cancellatum et Crataegus. Un participant évoquant alors les travaux de Heinrich Anton de Bary (1831-1888) au sujet de l’hétéroecism chez Aecidium cancellatum, le président résume ceci, un même germe d’organisme peut donner lieu à des formes différentes suivant le milieu sur lequel il se développe, et clôt la discussion en faisant remarquer que les lois qui dominent dans le règne animal ne sont pas sous tous les rapports comparables à celle du règne végétal. Parmi les autres communications, Charles Lemaire (1801-1871) parle des relations entre l’anatomie de la fleur et sa pollinisation, Robert Caspary (1818-1887) sur les formes obtenues par le greffage, Eduard August von Regel (1815-1892) sur la valeur de l’espèce largement basée sur le livre de Charles Darwin (1809-1882), l’Origin of Species, récemment publié, Ferdinand Julius Cohn (1828-1898) sur la culture des algues marines, Giovanni Passerini (1816-1893) sur l’émission de gaz carbonique par les racines des plantes et la décomposition du même gaz par les parties vertes, Justus Carl Hasskarl (1811-1894) sur les Commelinaceae, le général Georg Albano von Jacobi (1805-1874) sur les espèces d’Agave, le président du congrès Cornelius Anton Jan Abraham Oudemans sur les sécrétions des fougères. Enfin, un débat a lieu sur le rôle des jardins botaniques.

### Londres, 1866
Un International Horticultural Exhibition and Botanical Congress se tient à Londres du 22 au 31 mai 1866 sous le patronage de la reine d’Angleterre. Le congrès commence par un banquet présidé par Alphonse Pyrame de Candolle (1806-1893) et compte 141 participants venant d’Europe et 2 venant d’Amérique. Dans son toast d’ouverture, de Candolle vante l’importance de l’horticulture pour la botanique, l’importance de la botanique pour l’horticulture et l’intérêt du rapprochement des deux sujets. Parmi les botanistes qui présentent des communications, il faut citer Robert Caspary (1818-1887) sur l’influence de la température sur l’orientation de la croissance des branches, John Eliot Howard (1807-1883) sur les espèces du genre Cinchona, Henri Lecoq (1802-1871) sur les migrations des plantes de montagnes, Heinrich Gottlieb Ludwig Reichenbach (1793-1879) sur les orchidées, Karl Koch (1809-1879) qui notant la confusion régnant la dénomination des espèces, notamment en raison de la profusion des spécimens qui reçoivent des appellations fantaisistes de la part des horticulteurs, propose un système de nomenclature.

### Paris, 1867
Le constat établit par Karl Koch conduit à l’adoption des règles de nomenclature dite « de Candolle » lors du congrès qui se tient à Paris du 16 au 23 août dans la salle de congrès de la Société impériale centrale d’horticulture en parallèle avec l’Exposition universelle. Son président est Alphonse de Candolle (1806-1893) et son secrétaire Eugène Pierre Fournier (1834-1884), qui en publie les actes.
Les lois de nomenclature botanique sont d’abord esquissées par de Candolle puis soumises à un groupe de travail comprenant Barthélemy Charles Joseph Du Mortier (1797-1878), Hugh d’Algernon Weddell (1819-1877), Ernest Staint-Charles Cosson (1819-1889), Jules Émile Planchon (1823-1888), August Wilhelm Eichler (1839-1887), Édouard Bureau (1830-1918) et de Candolle. Le texte final est présenté lors de la clôture du congrès. Le président a alors ses mots : « Nous avons eu la satisfaction de nous trouver d’accord sur la grande majorité des articles, et, ce qui est plus important, sur les principes fondamentaux, notamment sur la loi de priorité qui est la base la plus solide de toute la nomenclature ». Le code est alors voté article par article, certains subissant une ultime modification.
Parmi les communications présentées alors, il faut citer celle de Ludwig Adolph Timotheus Radlkofer (1829-1927) sur la fleur des Sapindaceae, Marie Auguste Rivière (1821-1877) sur la fertilisation des orchidées, Jules Poisson (1833-1919) sur la conservation des collections botaniques, August Wilhelm Eichler (1839-1887) sur la structure des fleurs mâles chez les Balanophoreae.

### Saint-Pétersbourg, 1869
C’est un congrès de botanique et d’horticulture qui se tient à Saint-Pétersbourg du 18 au 22 mai 1869. Comme d’autres congrès, il est organisé en marge d’une importante manifestation d’horticulture. 22 communications seront publiées, mais certaines d’elles n’ont pas été effectivement présentées durant le congrès.

### Florence, 1874
Environ 300 personnes participent, du 15 au 22 mai, à ce congrès, dirigé par Filippo Parlatore (1816-1877). Quatre sessions sont organisées sous la direction de Joseph Dalton Hooker (1817-1911), Alphonse de Candolle (1806-1893), Alexander von Bunge (1803-1890) et Ludwig Adolph Timotheus Radlkofer (1829-1927). Les actes du congrès paraissent deux ans plus tard.

### Amsterdam, 1877
Le Congrès international de botanistes, d’horticulteurs, de négociants et de fabricants du règne végétal se tient du 13 au 17 avril à Amsterdam. Sous les auspices du roi des Pays-Bas, il est inauguré sous la direction du prince Henri, dans le grand hall de réception de la Société de zoologie néerlandaise. C’est Nicolas Willem Pieter Rauwenhoff (1826-1909), président du comité d’organisation puis élu président du congrès, qui prononce le discours d’ouverture. Les vice-présidents sont Paul Friedrich August Ascherson (1834-1913) de Berlin, Heinrich Anton de Bary (1831-1888) de Strasbourg, Ludwig Adolph Timotheus Radlkofer (1829-1927) de Munich, Heinrich Gottlieb Ludwig Reichenbach (1793-1879) de Hambourg, Julius von Wiesner (1838-1916) de Vienne, Heinrich Moritz Willkomm (1821-1895) de Prague, Charles Jacques Édouard Morren (1833-1886) de Liège, Johannes Eugenius Bülow Warming (1841-1924) de Copenhague, Édouard Bureau (1830-1918) et Henri Ernest Baillon (1827-1895) de Paris, Jules Émile Planchon (1823-1888) de Montpellier, Maxwell Tylden Masters (1833-1907) de Londres, Alexander Theodorowicz Batalin (1847-1896) de Saint-Pétersbourg, Johann Fischer von Waldheim (1771-1853) de Varsovie et Theodor Magnus Fries (1832-1913) d’Uppsala. Le secrétariat est tenu par Hendricus Franciscus Jonkman.
Le congrès rassemble 500 personnes, principalement des néerlandais. Parmi les communications, il faut citer Radlkofer (1829-1927) sur les Sapindaceae d’Asie, Engler (1844-1930) sur l’importance des caractères anatomiques pour la taxinomie des Araceae, Fischer von Waldheim (1771-1853) et de Bary (1831-1888) sur la taxinomie des Ustilagineae, Warming (1841-1924) sur la morphologie des ovules de Cycadophyta, Ascherson (1834-1913) sur les phanérogames marines et Kliment Arkadyevich Timiriazev (1843-1920) sur la chlorophylle.

### Paris, 1878
Ce Congrès international de botanique et d’horticulture se tient de 16 au 24 août dans le cadre de l’Exposition universelle qui se déroule au Palais du Trocadéro. Bien que les participants soient principalement des Français, tous les continents sont représentés. C’est à nouveau Alphonse de Candolle (1806-1893) qui le préside. Les réunions ont à nouveau lieu au siège de la Société centrale d’horticulture de France, rue de Grenelle. Quatre sessions sont organisées sous la présidence successive d’Andrej Nikolaevich Beketow (1825-1902), d’Heinrich Moritz Willkomm (1821-1895), de Theodor Heinrich Hermann von Heldreich (1822-1902) et de Marc Micheli (es) (1844-1902).
Parmi les nombreuses communications, il faut citer celle de Giovanni Arcangeli (1840-1921) sur la structure des fleurs femelles des gymnospermes, de Pierre Marie Alexis Millardet (1838-1902) sur les pins hybrides, de Bernard Renault (1836-1904) sur l’anatomie des Cordaites, de Célestin Alfred Cogniaux (1841-1916) sur la répartition des cucurbitacées, de Simon Sirodot (1825-1903) sur le genre Batrachospermum, de Melchior Treub (1851-1910) sur l’embryogénèse des orchidées. Un banquet est offert aux participants étrangers dans les locaux de la Société d’horticulture. Le congrès se termine sur une réception vespérale au château de Versailles.

### Bruxelles, 1880
Ce Congrès de botanique et d’horticulture se déroule du 23 au 26 juillet sous la présidence du président de la Société royale de botanique de Belgique, Jean Jacques Kickx (1842-1887). Il regroupe surtout des Belges et une centaine d’étrangers parmi lesquels les Allemands Ferdinand Julius Cohn (1828-1898), Heinrich Anton de Bary (1831-1888), August Wilhelm Eichler (1839-1887), Heinrich Gustav Adolf Engler (1844-1930), Johannes Ludwig Emil Robert von Hanstein (en) (1822-1880), Julius von Sachs (1832-1897), Hermann Wendland (1825-1903) et Ludwig Wittmack (1839-1929) ; les Britanniques Joseph Dalton Hooker (1817-1911) et Maxwell Tylden Masters (1833-1907) ; le Polonais Józef Rostafiński (en) (1850-1928) ; les Français Henri Ernest Baillon (1827-1895), Ernest Staint-Charles Cosson (1819-1889) et Jules Émile Planchon (1823-1888) ; le Néerlandais Melchior Treub (1851-1910) ; le Portugais Julio Augusto Henriques (en) (1838-1928) ; les Russes Johann Fischer von Waldheim (1771-1853), Eduard August von Regel (1815-1892) et Michael Stepanovich Woronin (en) (1838-1903), le Suisse Alphonse de Candolle (1806-1893) et le Vénézuélien Adolf Ernst (1832-1899).
La question du phylloxera est l’objet de deux sessions à elle seule. Parmi les autres communications, il faut citer celle d’Édouard-Christophe Pynaert (en) (1835-1900) sur l’influence de la lumière sur la coloration des feuilles ou celle de Matthias Dominikus Hubert Maria Debey (1817-1884) sur des feuilles fossiles provenant de la région d’Aix-la-Chapelle.

### Gênes, 1892
Ce Congrès international qui se tient en Italie du 4 au 11 septembre est parfois considéré comme le premier vrai congrès international moderne. Il a lieu dans le cadre des festivités du quatre centième anniversaire de la découverte de l’Amérique et est organisé par la Société botanique d'Italie (it). C’est à l’occasion de ce congrès que Sir Thomas Hanbury (1832-1907) offre à la ville de Gênes l’Institut botanique Hanbury.
L’organisation est supervisée par Albert Julius Otto Penzig (en) (1856-1929) et inaugurée par Giovanni Arcangeli (1840-1921), président de la Société italienne. Chacune des cinq sessions composant le Congrès est confiée à un étranger : Eduard Adolf Strasburger (1844-1912), George S. Vasey (1822-1893), Harry Marshall Ward (1854-1906), J. Borodine et Edmond Bonnet (1848-1922).
L’une des tâches de ce congrès est la révision du Code de Candolle après vingt-cinq ans d’application. D’autant que la publication du Revisio Genera Plantarum, où Carl Ernst Otto Kuntze (1843-1907) appliquant strictement la règle de priorité change le nom de près de 1 074 genres et d’environ 30 000 espèces, soulève de nombreuses critiques. Ainsi une lettre de de Candolle (1806-1893) est lue en séance plénière où le botaniste genevois explique qu’environ deux tiers des changements de nom réalisés par Kuntze sont abusifs. De Candolle cite également des botanistes de Berlin qui proposent que la date de départ pour la classification soit fixée à 1753, contrairement au choix initial du code. Ces questions soulèvent une vive polémique et un important courriers. Aussi, un comité de travail de trente botanistes est formé pour élaborer une nouvelle version du code de nomenclature. Ce n’est que treize ans plus tard, lors du Congrès international de Vienne, qu’il présentera ses travaux.

## Congrès internationaux
Le premier Congrès international de botanique s’est tenu à Paris en 1900, les congrès suivants à Vienne en 1905 et à Bruxelles en 1910. Le quatrième congrès devait se tenir à Londres en 1915 mais la guerre et les difficultés qui l’ont suivie ont empêché son organisation. Ce quatrième congrès s’est finalement tenu à Ithaca en 1926, suivi de Cambridge en 1930 puis d’Amsterdam en 1935. La Seconde Guerre mondiale interrompt à nouveau l’organisation de ces congrès qui ne reprennent qu’en 1950 suivant un rythme de six années entre chaque manifestation. Celles-ci rassemblent un nombre croissant de spécialistes : environ un millier en 1930 et en 1935, plus de deux mille en 1959, plus de trois mille en 1969 et plus de quatre mille depuis 1993.
| Numéro | Année d’organisation | Lieu        | Président(s)                                                                        |
| I      | 1900                 | Paris       | Jules de Seynes (1833-1912)                                                         |
| II     | 1905                 | Vienne      | Richard von Wettstein von Wettersheim (1863-1931) et Julius von Wiesner (1838-1916) |
| III    | 1910                 | Bruxelles   | Baron Adolphe de Moreau d'Andoy et Théophile Alexis Durand (1855-1912)              |
| IV     | 1926                 | Ithaca      | Liberty Hyde Bailey (1858-1954)                                                     |
| V      | 1930                 | Cambridge   | Albert Charles Seward (1863-1941)                                                   |
| VI     | 1935                 | Amsterdam   | Johannes Cornelius Schoute (1877-1942)                                              |
| VII    | 1950                 | Stockholm   | Carl Johan Fredrik Skottsberg (1880-1963)                                           |
| VIII   | 1954                 | Paris       | Roger Heim (1900-1979)                                                              |
| IX     | 1959                 | Montréal    | W.P. Thompson                                                                       |
| X      | 1964                 | Édimbourg   | Sir George Taylor (1904-1993) et H. Godwin                                          |
| XI     | 1969                 | Seattle     | Kenneth Bryan Raper (1909-1987) et K. Thiman                                        |
| XII    | 1975                 | Leningrad   | Armen Leonovich Takhtajan (1910-2009)                                               |
| XIII   | 1981                 | Sydney      | R. Robertson                                                                        |
| XIV    | 1987                 | Berlin      | K. Esser et Frans Antonie Stafleu (1921-1997)                                       |
| XV     | 1993                 | Tokyo       | Miyoshi Furuse                                                                      |
| XVI    | 1999                 | Saint Louis | Peter Hamilton Raven (1936-)                                                        |
| XVII   | 2005                 | Vienne      | Marianne Popp et Michael Hesse                                                      |
| XVIII  | 2011                 | Melbourne   | Judy West                                                                           |
| XIX    | 2017                 | Shenzhen    | ....                                                                                |

### IerCongrès international de botanique de Paris (1900)
Le premier congrès international s’est déroulé à Paris du 1er octobre au 10 octobre 1900 dans le cadre de l’Exposition universelle. Le président du comité d’organisation est Édouard Ernest Prillieux (1829-1915). 230 personnes y participent. L’herbier du Muséum national d'histoire naturelle et le domaine forestier des Barres font l’objet de visites. Les actes du congrès paraissent à Lons-le-Saunier et sont divisés en trois parties : les communications d’ordre général sur la physiologie, la morphologie et la biologie végétale, celles portant sur les mêmes sujets mais plus spécialisés, celles, enfin, portant sur la botanique descriptive et géographique. Parmi les communications importantes, il faut citer celles de Hugo de Vries (1848-1935) sur la variabilité et la mutabilité chez les végétaux, de Kurt Gerber (1904-?) sur la respiration des graines oléagineuses, de René Charles Joseph Maire (1878-1949) sur les gamètes des champignons urédiniomycètes, de Joseph Marie Philippe Lévêque de Vilmorin (1872-1917) sur des expériences de sélection d’Anthriscus sylvestris, de Théophile Alexis Durand (1855-1912) et Emile August Joseph De Wildeman (1866-1947) sur la flore du Congo, d’Auguste Jean Baptiste Chevalier (1873-1956) sur celle de la région de Tombouctou. Parmi les débats de ce premier colloque, on peut citer celui portant sur les moyens à mettre en œuvre pour réaliser une instruction populaire sur les champignons ainsi qu’une conférence de Charles Henri Marie Flahault (1852-1935) sur un projet de nomenclature phytogéographique. Il également décidé que les langues utilisées pour les prochains congrès seront l’anglais, l’allemand et le français, toute communication étant immédiatement traduite dans ces langues. Il est également décidé qu’un comité international, dirigé par John Isaac Briquet (1870-1931), aura la charge de la préparation des documents devant servir de base aux discussions sur le code de nomenclature botanique. Enfin, un projet de revue internationale, chargée de publier les nouveaux noms et les nouvelles recombinaisons est proposé par Henri Hua (es) (1861-1919).

### IIeCongrès international de botanique de Vienne (1905)
500 personnes participes au deuxième congrès de Vienne du 11 juin au 18 juin 1905, près de 200 institutions ou sociétés de botanique étaient représentées. Une exposition botanique à l’orangerie du château de Schönbrunn est organisée et présente notamment des manuscrits et des dessins du baron Nikolaus Joseph von Jacquin (1727-1817). Le congrès est dirigé par Julius von Wiesner (1838-1916) et Richard von Wettstein von Wettersheim (1863-1931), le secrétariat est assuré par Alexander Zahlbruckner (1860-1938) et l’édition des actes par Johannes Paulus Lotsy (1867-1931). Le plus important travail réalisé durant ce colloque est la révision du code de nomenclature dit de Candolle. Les discussions sont présidées par Charles Henri Marie Flahault (1852-1935) et se basent sur des textes préparés par le rapporteur John Isaac Briquet (1870-1931). Diverses tendances s’affrontent, notamment les botanistes américains conduits par Nathaniel Lord Britton (1859-1934) et les Britanniques des Jardins botaniques royaux de Kew. Il est notamment discuté de l’obligation d’établir des diagnoses en latin ainsi que le principe de conservation du nom générique. Les discussions sont violemment mais brièvement interrompues par Carl Ernst Otto Kuntze (1843-1907) qui déclare que le congrès est incompétent et illégitime. Finalement, J.I. Briquet est chargé de diriger le comité éditorial pour la publication des Règles internationales de la nomenclature botaniques (qui paraissent effectivement en 1906). Les problèmes de nomenclature particuliers en cryptogamie et en paléobotanique, qui réclament une attention particulière, sont remises au congrès suivant. L’organisation de celui-ci est confiée à l’Association internationale des botaniques (fondée en 1901 mais qui n’a pas joué un grand rôle dans l’organisation du congrès de Vienne).

### IIIeCongrès international de botanique de Bruxelles (1910)
Ce congrès réunit, du 14 au 22 mai 1910, plus de trois cents scientifiques sous la présidence du baron de Moreau, ministre belge, et de Théophile Alexis Durand (1855-1912), le secrétariat, comme la parution des actes, étant assuré par Emile August Joseph De Wildeman (1866-1947). J.I. Briquet présente un Recueil des documents destinés à servir de base aux débats de la section de nomenclature systématique du Congrès international de botanique de Bruxelles, 1910, présenté au nom du Bureau permanent de nomenclature et des Commissions de nomenclature cryptogamique et palaéobotanique qui aboutit à la révision et la parution d’une deuxième édition des Règles de nomenclature (en 1912).

### IVeCongrès international de botanique d’Ithaca (1926)
Ce congrès attire près de 800 participants, principalement des Américains, qui sont accueillis par le doyen de la faculté d’agriculture, Liberty Hyde Bailey (1858-1954). Le congrès est organisé en treize sections qui portent sur la botanique proprement dite mais également sur l’agronomie, l’horticulture, la foresterie et la pharmacologie. Diverses excursions sont proposées qui permettent de découvrir les chutes du Niagara, le parc naturel des montagnes Rocheuses, etc. Les comptes rendus sont édités par Benjamin Minge Duggar (en) (1872-1956).

### VeCongrès international de botanique de Cambridge (1930)
Le Congrès est précédé, les 14 et 15 août 1930, d’une excursion exceptionnelle de Londres et les visiteurs étrangers peuvent découvrir les collections détenues par la Linnean Society of London et la Royal Society. Le congrès se tient du 16 au 23 août dans diverses écoles de Cambridge. Les participants sont accueillis par le vice-chancelier de l’université (qui vante dans son discours les mérites du latin comme langue internationale des botanistes) et le président du congrès, Albert Charles Seward (1863-1941). Plus de mille participants suivent huit sections thématiques : bactériologie, phytogéographie et écologie, génétique, cytologie, morphologie et anatomie, mycologie et pathologie végétale, physiologie végétale, paléobotanique et, enfin, nomenclature et taxinomie.
L’un des sujets majeurs est la révision du Code de nomenclature dont la discussion se base sur un Recueil synoptique dont la direction de la réalisation avait été confiée à J. Briquet. Mais la mort de ce dernier, l’année suivante, retarde la parution de la mise à jour du Code. Un annuaire mondial des botanistes est présenté par Thomas Ford Chipp (en) (1886-1931) et sera publié l’année suivante. Malheureusement, la mort de son responsable, en interrompra la publication. Ce congrès est aussi l’occasion de la remise de sept titres de docteur honoris causa à des personnalités du monde de la botanique. Les comptes rendus sont publiés par T.F. Chipp et par Frederick Thomas Brooks (1882-1952).

### XVIIIeCongrès international de botanique de Melbourne (2011)
Le Code international de nomenclature botanique est rebaptisé Code international de nomenclature pour les algues, les champignons et les plantes. Pour la première fois, l'anglais est ajouté au latin, et la description de nouveaux taxons peut être publiée sous forme numérique — à condition que la revue soit répertoriée par un code ISSN . Depuis 1935, en effet, non seulement le nom du taxon, mais sa description, devaient être intégralement rédigés en latin .

### XIXeCongrès international de botanique de Shenzhen (2017)
Une nouvelle version du Code international de nomenclature pour les algues, les champignons et les plantes, dite Code de Shenzhen a été publiée lors de ce XIXe congrès.

## Source
- Alfred Barton Rendle (1865-1938) (1935). A Short History of the Intern. Botanical Congresses. Chronica Botanica, I : 35-40.